# 趙昭儀 (劉龑)
赵昭仪（?—?），中國五代十国之南汉开国皇帝劉龑的昭仪，殇帝刘弘度生母。
赵氏美貌出眾，史称有殊色，在高祖劉龑的宫中非常得宠。乾亨四年（920年）趙氏生下兒子刘弘度。大有年间（928年-942年），趙氏被封為昭仪。943年，殇帝继位，尊母亲为皇太妃。其后事迹不详，殇帝在位一年，就被弟弟刘晟篡位。